# Turm hinter der Ausfahrt der Möllenvogtei

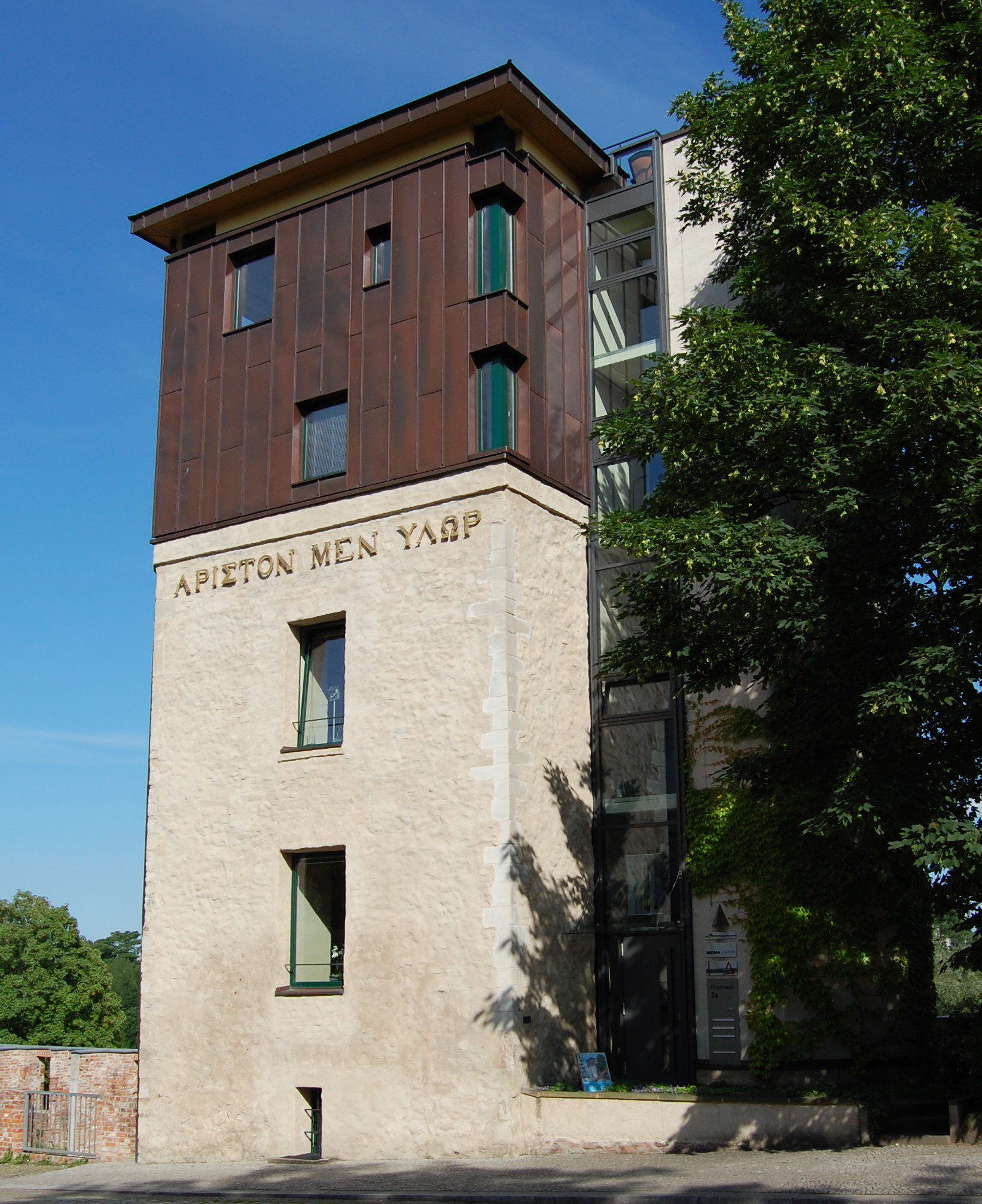
Turm hinter der Ausfahrt der Möllenvogtei – Blick vom Fürstenwall

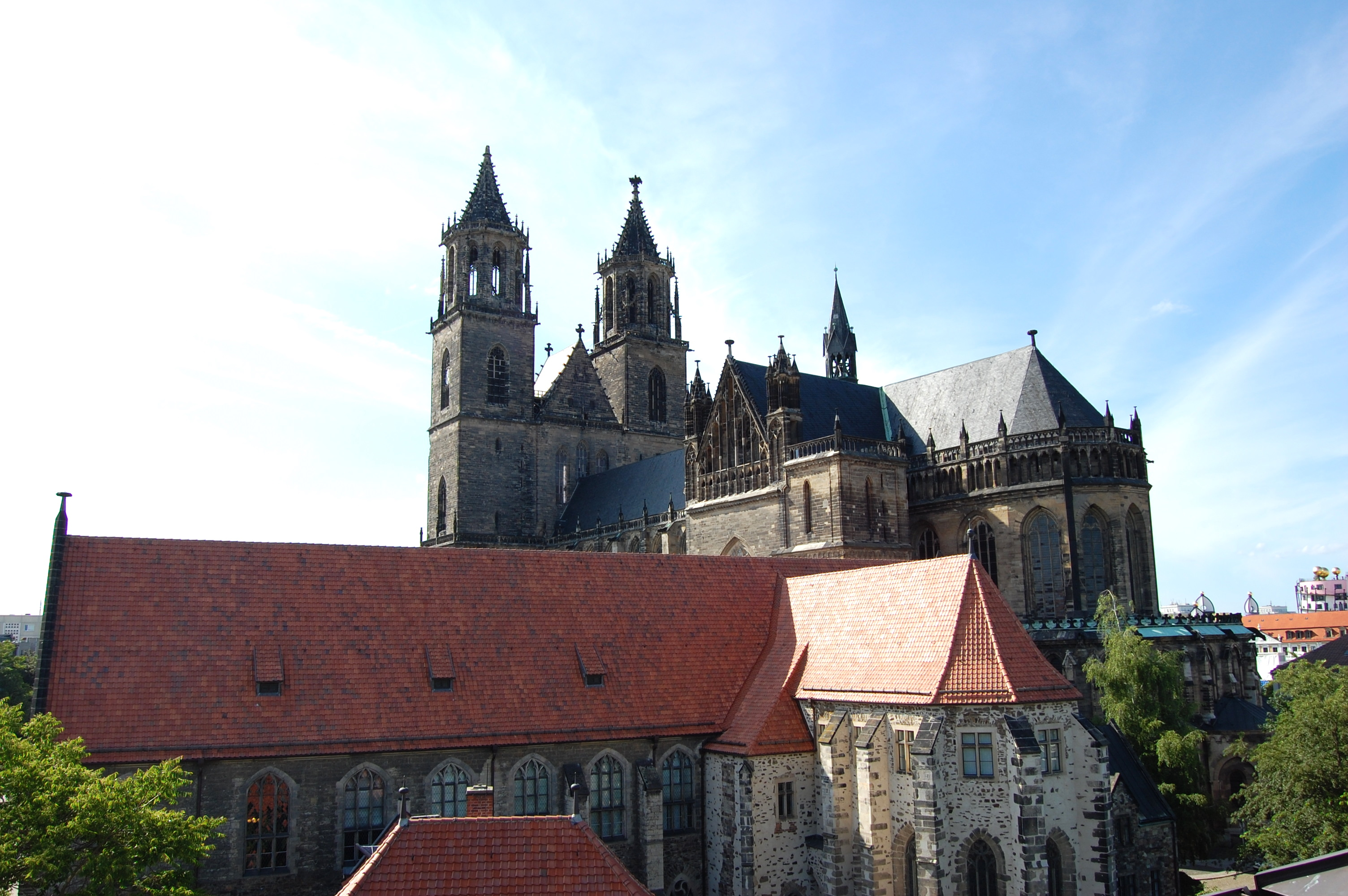
Blick vom Turm zum Magdeburger Dom

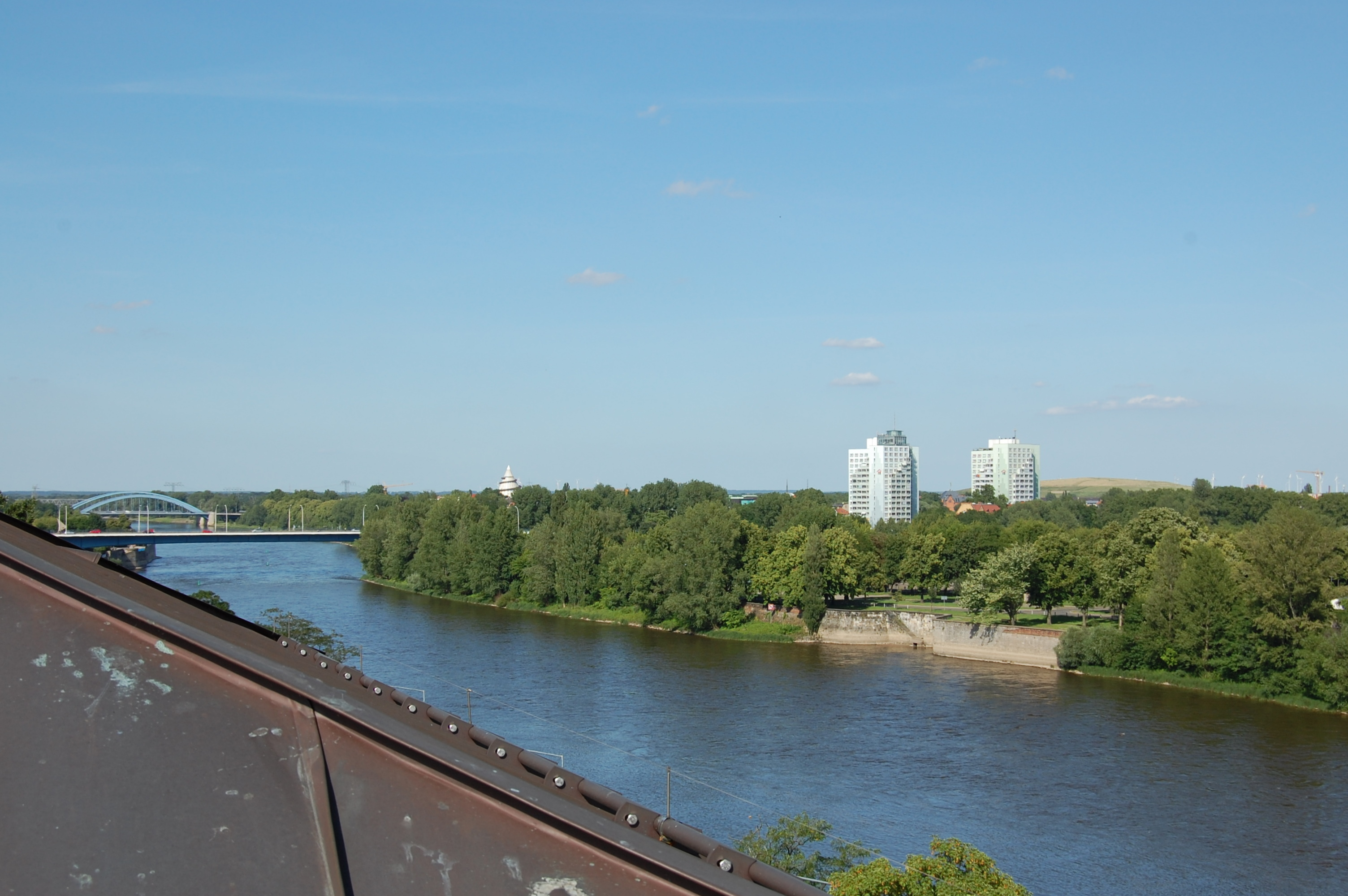
Blick von der Dachterrasse des Treppenturms nach Norden über die Elbe, im Vordergrund das Dach des Wehrturms

Der Turm hinter der Ausfahrt der Möllenvogtei ist ein ehemaliger Wehrturm der Stadtbefestigung der Magdeburger Altstadt.

## Lage
Der Turm entstand 1430 an der der Elbe zugewandten Seite der Stadtbefestigung. Der Turm steht in der Nähe des Magdeburger Doms am Fürstenwall und erhebt sich über dem Schleinufer. In der näheren Umgebung sind mit dem Kiek in de Köken und dem Tatarenturm am Fürstenwall weitere Wehrtürme erhalten.

## Name
Der ungewöhnliche, eher eine Ortsbeschreibung darstellende Name des Turms nimmt Bezug auf das neben der alten Möllenvogtei befindliche alte, gleichfalls erhaltene Stadttor Ausfahrt an der Möllenvogtei. Der Turm steht in der Nähe des südlichen Endes der alten Stadtbefestigung und damit noch hinter der ebenfalls im Süden der Stadt gelegenen Ausfahrt. Häufig wird der Name auch in anderen Formen wie Hinter der Möllenvogtei, Hinter der Ausfahrt oder Hinter der Ausfahrt zur Möllenvogtei wieder gegeben.

## Geschichte
1430/31 wurde der Bereich der Domfreiheit im Zusammenhang mit befürchteten Angriffen der Hussiten militärisch befestigt. Es entstanden in diesem Bereich sechs Wehrtürme. Darunter auch der Turm hinter der Ausfahrt der Möllenvogtei und der nördlich hiervon gelegene Kiek in de Köken. Die Türme standen mit einer Höhe von etwa 20 Metern frei. Zwischen den Türmen wurden zunächst hölzerne Palisaden, später massive Mauern errichtet. Eine erste Mauer entstand 1525 nach anderen Angaben ab 1530. Eine zweite Mauer wurde dann Mitte des 16. Jahrhunderts 12 Meter stadtseitig der Ersten errichtet. Zwischen den beiden verlief der Zwinger. Um 1520/25 hatte der quadratische Turm die Funktion einer Wasserkunst für die Domfreiheit erhalten. Um im Fuße des Turms ein besseres Wasserreservoir zu erhalten, wurde in den Domfelsen, auf dem der Turm gründet, eine Vertiefung eingebracht. Bei den Belagerungen der Stadt 1550/51 und 1630/31 hatten die Wehranlagen im Bereich des Fürstenwalls größere Bedeutung. Bei der Belagerung 1630/31 wurde Magdeburg weitgehend zerstört, der Wehrturm blieb jedoch erhalten. 1667 wurde die Wasserkunst im Turm wieder hergestellt. Nach anderen Angaben bestand die Wasserkunst dann erst ab 1697 bzw. sogar nur von 1767 bis 1819. Die Wasserkunst beförderte mit Hilfe eines Pferdegöpels Wasser für das Gebiet um den Domplatz. Später kam hier eine der ersten Dampfmaschinen zum Hochfördern des Wassers zum Einsatz.
Nachdem durch die Weiterentwicklung der Waffentechnik die Wehrtürme militärisch bedeutungslos geworden waren, ließ der Gouverneur der Festung Magdeburg Fürst Leopold von Anhalt-Dessau 1722 den Zwischenraum zwischen den Mauern der Zwingeranlage von Ingenieurhauptmann Preußer verfüllen. Es entstanden Kasematten und oben eine von Bäumen bestandene Promenade, der heutige Fürstenwall. Die Wehrtürme wurden stadtseitig etwa zur Hälfte in den Wall eingegraben. Der heutige Eingang zum Turm vom Fürstenwall aus befindet sich daher eigentlich in halber Höhe des gesamten Turms. Militärisch wurde der Fürstenwall im Wesentlichen als Exerzierplatz genutzt. Parallel erfolgte jedoch auch eine zivile Nutzung.

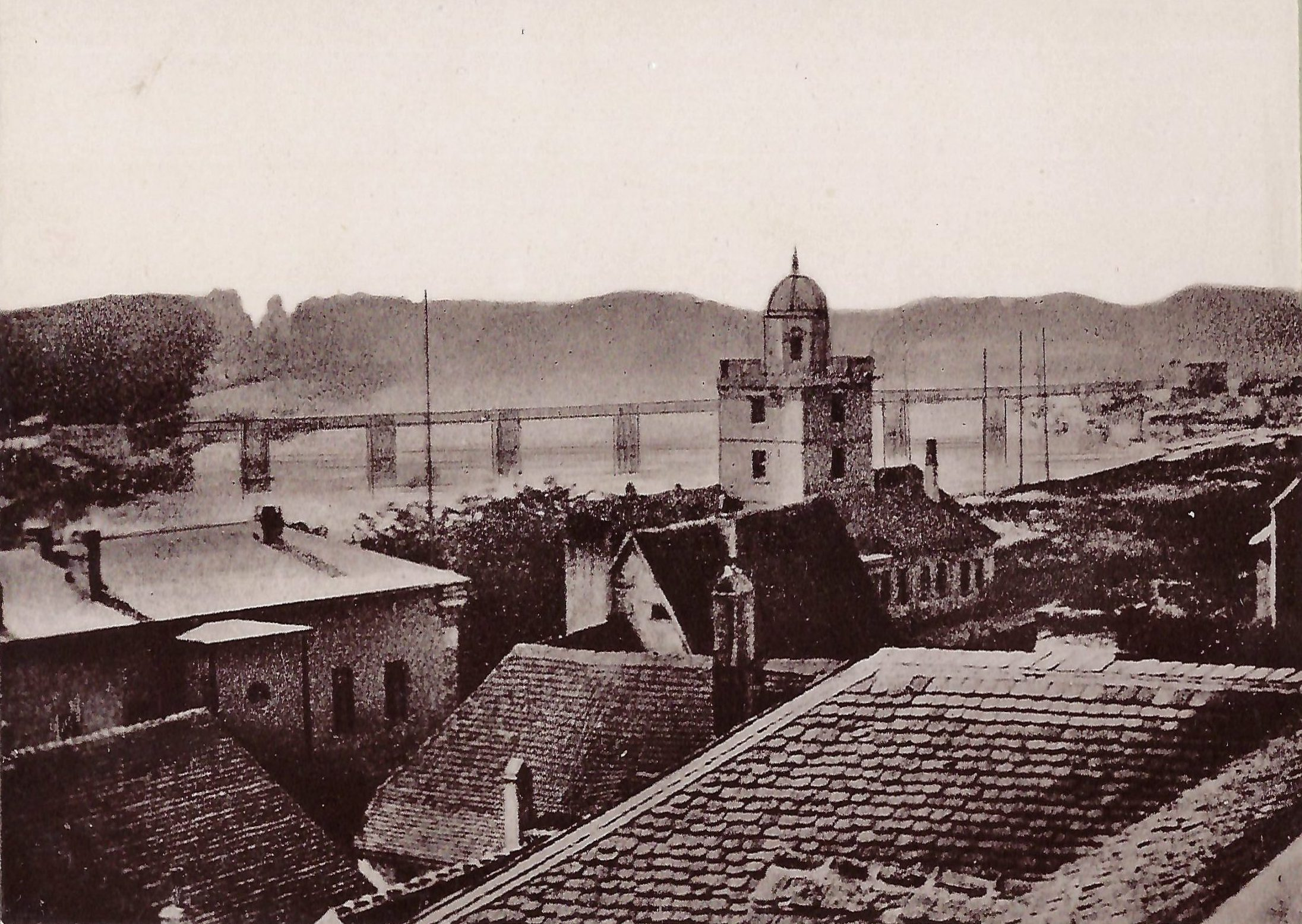
Blick auf den Turm als Teil der Dr. Lossierschen Badeanstalt

1820 wurde der Turm dann in eine Bäderanstalt einbezogen. Der preußische Garnisonsstabsarzt Haase fügte südlich an den Turm eine medizinische Badeanstalt im Stil des Klassizismus an, deren Kellerräume noch heute bestehen. 1859 und 1862 erfolgten Erweiterungen durch Dr. Lossier, dem Nachfolger Haases, der das Lossiersche Dampfbad betrieb. Der mittelalterliche Turmschaft diente als die Gebäudeansicht dominierendes Treppenhaus. 1881 übernahm Dr. Paul Schreiber die Anlage und betrieb eine Augenheil- und Badeanstalt Dr. Schreiber. Der Turm war Mittelrisalit des im Stil des Spätklassizismus errichteten Gebäudes. Auch in dieser Zeit entstanden weitere Eingriffe in die historische Gebäudesubstanz. Der Turm wies große Fenster- und Türdurchbrüche auf.
Etwa ab 1900 wurde die Heilanstalt von der späteren Reichsbahn als Wohn- und Bürogebäude genutzt, bis es während des Zweiten Weltkrieges 1945 zerstört wurde. Der Turm blieb als Ruine zurück, während das ihn umgebende Gebäude weitgehend verschwand. Die mittelalterliche Bausubstanz trat wieder zu Tage. Der Turm verfiel, die Mauerkrone und die südwestlichen Eckquader gingen verloren. Die Wände, vor allem an der Nordseite, zeigten Risse, das Kernmauerwerk blieb jedoch erhalten.

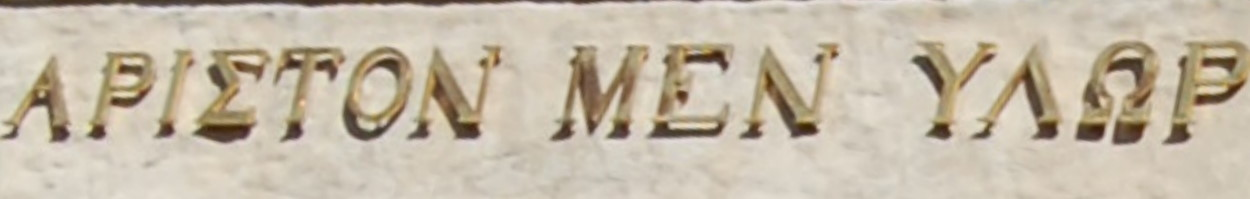
Pindar-Zitat am Turm: Das Beste aber ist das Wasser.

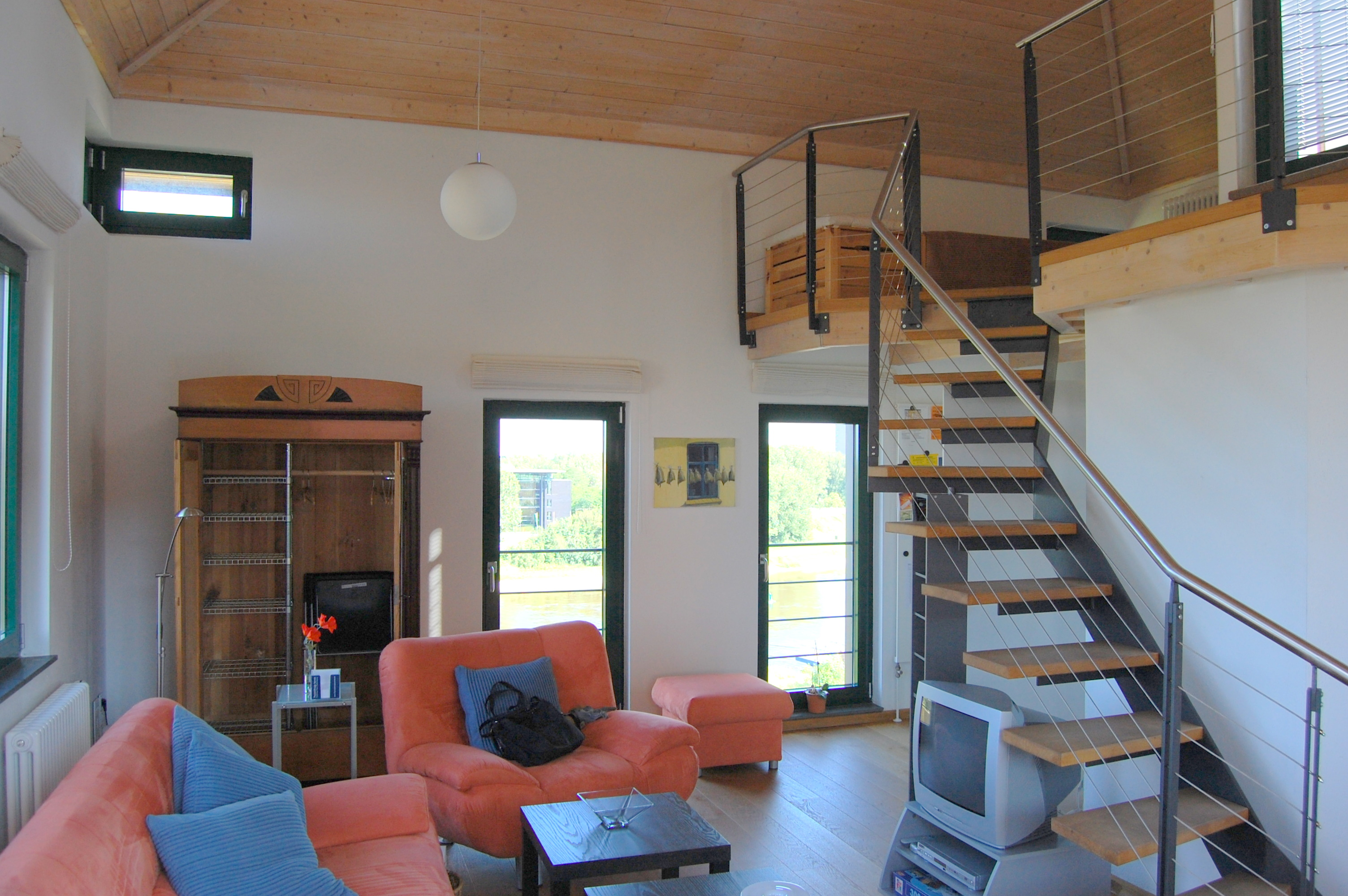
Innenansicht der Ferienwohnung im Turm, rechts der Aufgang zur Dachterrasse

## Architektur und moderne Umbauten
Mit einem privaten Investor wurde dann zur Jahrhundertwende zum 21. Jahrhundert eine umfangreiche Sanierung durchgeführt. In den unteren Etagen entstanden Büros, im obersten Geschoss eine jetzt als Ferienwohnung genutzte Wohnung. Um die geringe Grundfläche des Turms optimal zu nutzen, entstand an der Südseite als Betonkonstruktion ein gesonderter Treppenturm, der über gläserne Konstruktionen den Zugang zu den verschiedenen Turmgeschossen gewährt. Auf dem Treppenturm entstand eine kleine Dachterrasse, die von der Ferienwohnung aus erreichbar ist. Als Zugänge vom Treppenturm zu den Stockwerken des Turms wurden in der Vergangenheit bereits erfolgte Durchbrüche genutzt. Beim Bau wurde der Turm auch um etwa fünf Meter auf eine ursprünglich vermutlich vorhandene Höhe, in Anlehnung an Kiek in de Köken, erhöht. Das oberste Geschoss wurde außen mit Metall verkleidet. Die Aufmauerung erfolgte mit leichten Porotonsteinen. Die Höhe über dem Fürstenwall beträgt damit 17,5 Meter. Unterhalb des Fürstenwallniveaus erstreckt sich der Turmschaft noch 11 Meter in die Tiefe.
An der Fassade wurde der auf den griechischen Dichter Pindar zurückgehende Satz „ΑΡΙΣΤΟΝ ΜΕΝ ΥΛΩΡ“ (gemeint ist wohl eigentlich ΑΡΙΣΤΟΝ ΜΕΝ ΥΔΩΡ, gesprochen ariston men hydor, zu deutsch „Das Beste aber [ist] das Wasser“) angebracht.
Während die äußeren Abmessungen des Turms 6,97 m × 6,97 m betragen, bemisst sich die Innenfläche auf Grund der erheblichen Wandstärken nur auf etwa 4,5 m × 4,5 m. Die Wandstärke variiert zwischen 1,0 und 1,8 Meter. Im Bereich des Turmschafts beträgt die Stärke der Mauern über 2 Meter. Die Grundrissflächen der Geschosse liegen damit zwischen 16 und 20 m². Die inneren Geschosshöhen wurden den ursprünglich vorhandenen angenähert, die Geschossdecken als Holzbalkendecken ausgeführt. Die Nordost- und Südostecken des Turms sind abgeschrägt. Bis in eine Höhe von 8 Metern über dem Fürstenwall ist die ursprüngliche unregelmäßige Eckverzahnung des Bruchsteinmauerwerks erhalten. Das neu errichtete Dach wurde, gleichfalls in Anlehnung an Kiek in de Köken, als flaches Zeltdach gestaltet. Ursprünglich trug der Turm ein Spitzhelmdach.
Im Erdgeschoss wurde eine Erweiterung bis zur östlich verlaufenden Stadtmauer vorgenommen. Bereits im 19. Jahrhundert war eine solche Erweiterung vorhanden. Auch vorhandene Kellerräume ehemaliger Bebauungen der Umgebung aus dem 19. und 20. Jahrhundert wurden nutzbar gemacht. Die Grundmauern des Turms selbst sind noch weitgehend original vorhanden. Nach Süden und Osten finden sich Schießscharten. Die Fläche der Räume ist sehr eng, die Wandoberflächen rustikal. Eine natürliche Belüftung besteht nicht. Andere Quellen sehen den in der Ostwand vorhandenen 1,10 Meter hohen Schlitz als Luft- oder Lichtschlitz und nicht als Schießscharte. Der Schlitz ist innen 0,38, außen jedoch 2,30 stark. Die Wandstärke beträgt dort 2,30 Meter. Die Mauern gründen sich auf den Domfelsen. An der Gründung anstehendes Wasser wechselt mit dem jeweiligen Wasserspiegel der Elbe. Dieser untere Bereich des Turms ist von einer an originaler Stelle wieder eingebauten Holzbalkendecke durch eine Leiter zu erreichen. Darüber hinaus besteht eine kleine Pforte an der Nordseite. Ursprünglich besaß das zweite Kellergeschoss ein in Nord-Süd-Richtung gespanntes Tonnengewölbe, wie sich anhand noch aufgefundener Widerlager ergab. Das Gewölbe war aus Bruchsteinen von Grauwacke und Rotliegendem errichtet. Die Raumhöhe des zweiten Kellergeschosses bis zum Scheitelpunkt der Wölbung betrug ursprünglich 3,40 Meter. Da der Raum auch ursprünglich auf Grund ungenügender Öffnungen für Verteidigungszwecke nicht geeignet war, wird vermutet, dass er auch als Verlies diente.
Der Zugang zum Turm befindet sich heute auf der Höhe des Fürstenwalls, lag ursprünglich jedoch tiefer. Wie bei Wehrtürmen üblich war der Zugang jedoch nicht von ebener Erde aus möglich, sondern befand sich vermutlich 6 oder 9 Meter über dem Niveau des heutigen Schleinufers und somit im ersten heutigen Kellergeschoss, wahrscheinlich über dem Gewölbe. Die darunter liegenden Räume konnten nur durch das Turminnere über Leitern erreicht werden.
Die Gebäudegrundfläche beträgt 74,11 m². Die Brutto-Grundfläche, inklusive der praktisch nicht nutzbaren Flächen im ersten und zweiten Untergeschoss, beträgt 427,88 m². Der umbaute Raum beträgt insgesamt 1.640,13 m³.
Durch die Umbauten konnte der Turm erhalten werden, sein Erscheinungsbild ist jedoch gegenüber dem mittelalterlichen Bau deutlich verändert.